# Сербська самостійна партія
Сербська (народна) самостійна партія (сербохорв. Srpska (narodna) samostalna stranka), також відома як Сербська автономна партія або просто сербські автономісти — сербська націоналістична політична партія, заснована 1881 року на території тодішньої Хорватії. 

## Історія
Партію створив у серпні 1881 року у сербському місті Рума Павле Йованович та деякі інші заможні серби. Приводом для утворення було повернення Військової границі до складу Хорватії, яка, своєю чергою, тоді входила в угорську частину Австро-Угорщини. В тій порубіжній області мешкало багато хорватських сербів, які були незадоволені втратою певних привілеїв, що випливали із окремого доти статусу Військової границі. Цим невдоволенням вдало скористався угорський уряд, знайшовши в Сербській самостійній партії союзника у боротьбі проти хорватських зусиль розірвати хорватсько-угорську угоду з 1868 року, відому як «нагодба». Таким чином, діяльність партії узгоджувалася з угорськими інтересами в Хорватії, на чолі яких стояв бан Карой Куен-Гедерварі. 
Вона також виступала за об'єднання Ліки, Кордуна, Банії, Далмації, Славонії та Боснії і Герцеговини із Сербією з метою утворення Великої Сербії. 
Сербська самостійна партія не тільки наполягала на сербській окремішності, а й ширила шовіністичну пропаганду, яка в підсумку викликала відповідь з хорватського боку у вигляді антисербських заворушень, що почалися 1902 року в Загребі.
1903 року партію очолив Светозар Прибичевич (1875–1936). Під його керівництвом вона почала співпрацювати з хорватськими партіями, що кінець кінцем обернулося створенням у 1905 році хорватсько-сербської коаліції. Політична сила видавала часопис «Србобран», який був партійним органом. 
Після австро-угорської анексії Боснії 1908 року було створено менш відому боснійську партію з такою самою назвою, яка засідала у боснійському парламенті. 1909 року, працюючи відповідно до (таємної) державної політики Королівства Сербія над розвалом Австро-Угорщини та заснуванням майбутньої Югославії, вона виявилася замішаною у скандальному «загребському процесі», де велику групу її членів було звинувачено та засуджено за державну зраду.
Після Першої світової війни в 1919 року її члени здебільшого вступили в Югославську демократичну партію Королівства сербів, хорватів та словенців, створену в результаті злиття широкого кола політичних партій та коаліцій, однією з яких була хорватсько-сербська коаліція з Хорватії. Проте дух самостійності членів цієї партії повністю здолати не вдалося, і 1924 року більшість колишніх членів залишили Югославську демократичну партію, сформувавши Самостійну демократичну партію з тим самим керівництвом, що було і в Сербській самостійній партії: на посаді голови цієї партії був Светозар Прибичевич. Останній у своїй книжці з 1931 року описав зв'язки чільних діячів Сербської самостійної партії зі спецслужбою Королівства Сербія, а одним із таких членів партії був Раде Малобабич, який згодом, за рекомендацією Прибичевича, став професійним агентом сербської спецслужби та організатором сараєвського вбивства ерцгерцога Франца Фердинанда 1914 року.  